# Waitahapingvin
Waitahapingvin (Megadyptes waitaha) är en förhistorisk utdöd pingvin som förekom på Nya Zeeland vars kvarlevor upptäcktes så sent som i november 2008.

## Upptäckt
Waitahapingvinen upptäcktes när vetenskapsmän från University of Otago och University of Adelaide jämförde ben i pingvinfötter från 500 år gamla, 100 år gamla och moderna exemlar. Från början antogs alla vara från gulögd pingvin (Megadyptes antipodes). Benlämningarna från det 500 år gamla exemplaret hade dock avvikande DNA och bedömdes vara en egen art. 

## Utseende
Enligt forskningsledaren Sanne Boessenkool var waitahapingvinen 10% mindre än gulögd pingvin och "de två arterna är väldigt nära släkt, men vi kan inte säga om den hade gul krona".

## Utdöende
Eftersom waitahapingvinen inte finns i de lokala maoriernas muntliga berättelser antas den ha försvunnit mellan år 1300 och 1500, strax efter att människan kom till Nya Zeeland. Även om det är osäkert varför arten dog ut tyder fynd av benlämningar i arkeologiska utgrävningar att waitahapingvinen jagades av bosättare. Enligt forskningslaget tyder fyndet på att gulögd pingvin är ett relativt sentida tillskott till fågelfaunan på Nya Zeelands fastland som kom från subantarktiska områden och ersatte den utdöda waitahapingvinen. 

## Namn
Fågeln har fått sitt namn efter maoristammen Waitaha vars marker inkluderar det område där man tror att waitahapingvinen levde.